# Heiteren
Heiteren ist eine französische Gemeinde mit 1068 Einwohnern (Stand 1. Januar 2022) im Département Haut-Rhin in der Region Grand Est (bis 2015 Elsass). Sie gehört zum Arrondissement Colmar-Ribeauvillé und zum Gemeindeverband Communauté de communes Alsace Rhin Brisach.

## Geografie
Die Gemeinde Heiteren liegt in der Oberrheinebene, etwa 20 Kilometer südöstlich von Colmar und sieben Kilometer südwestlich von Breisach am Rhein. Das Gemeindegebiet reicht im Westen bis zum alten Nordarm des Rhein-Rhône-Kanals und im Osten auf wenige hundert Meter an den parallel zum Rhein verlaufenden Rheinseitenkanal. Zu Heiteren gehört der Ortsteil Thierhurst an der Grenze zur südlichen Nachbargemeinde Nambsheim.

## Geschichte
Von 1871 bis zum Ende des Ersten Weltkrieges gehörte Heiteren als Teil des Reichslandes Elsaß-Lothringen zum Deutschen Reich und war dem Kreis Colmar im Bezirk Oberelsaß zugeordnet.
Im Jahr 1977 besetzten elsässische und badische Bürgerinnen und Bürger einen im Bau befindlichen Strommast der Überlandleitung Fessenheim-Paris, durch die der Strom des Kernkraftwerks Fessenheim transportiert werden sollte.

### Bevölkerungsentwicklung
| Jahr                       | 1910 | 1962 | 1968 | 1975 | 1982 | 1990 | 1999 | 2006 | 2013  | 2021 |
| -------------------------- | ---- | ---- | ---- | ---- | ---- | ---- | ---- | ---- | ----- | ---- |
| Einwohner                  | 746  | 505  | 529  | 578  | 574  | 541  | 785  | 871  | 10269 | 1066 |
| Quellen: Cassini und INSEE |      |      |      |      |      |      |      |      |       |      |

## Sehenswürdigkeiten
- Kirche St. Jakobus der Ältere (Église Saint-Jacques-le-Majeur)

- Südostseite
- Südwestseite
- Innenansicht

- Kapelle Unserer Lieben Frau von Thierhurst und Mariä Schmerzen (Chapelle Notre-Dame-de-Thierhurst et Notre-Dame-des-Douleurs)

Westseite

Südostseite
Innenansicht
Denkmalgeschützte Pietà
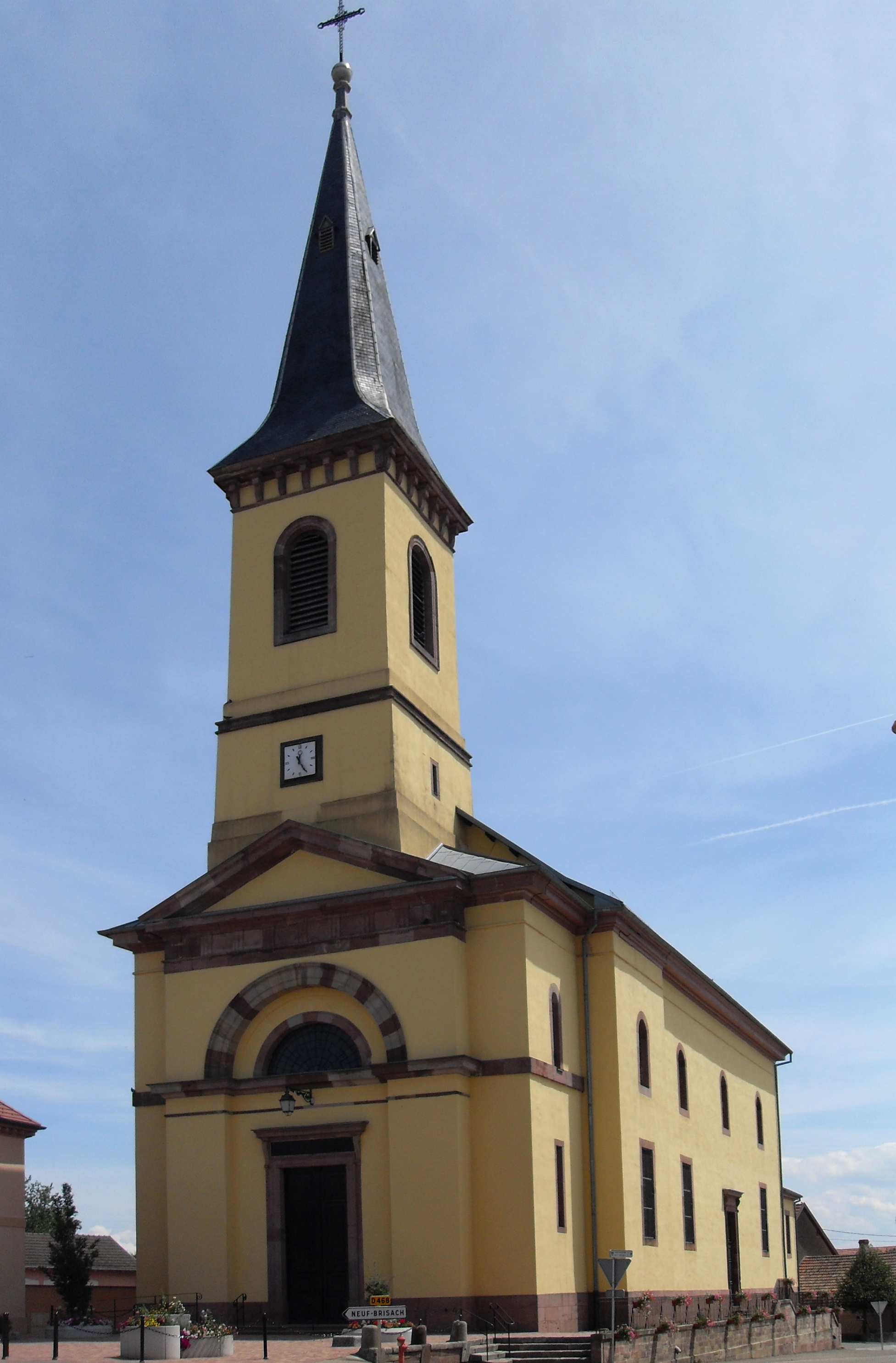
Südostseite
Südwestseite
Innenansicht
- Denkmalgeschützte Pietà

- Wasserturm
- Kapelle der Fürsprecher der Vierzehn Heiligen

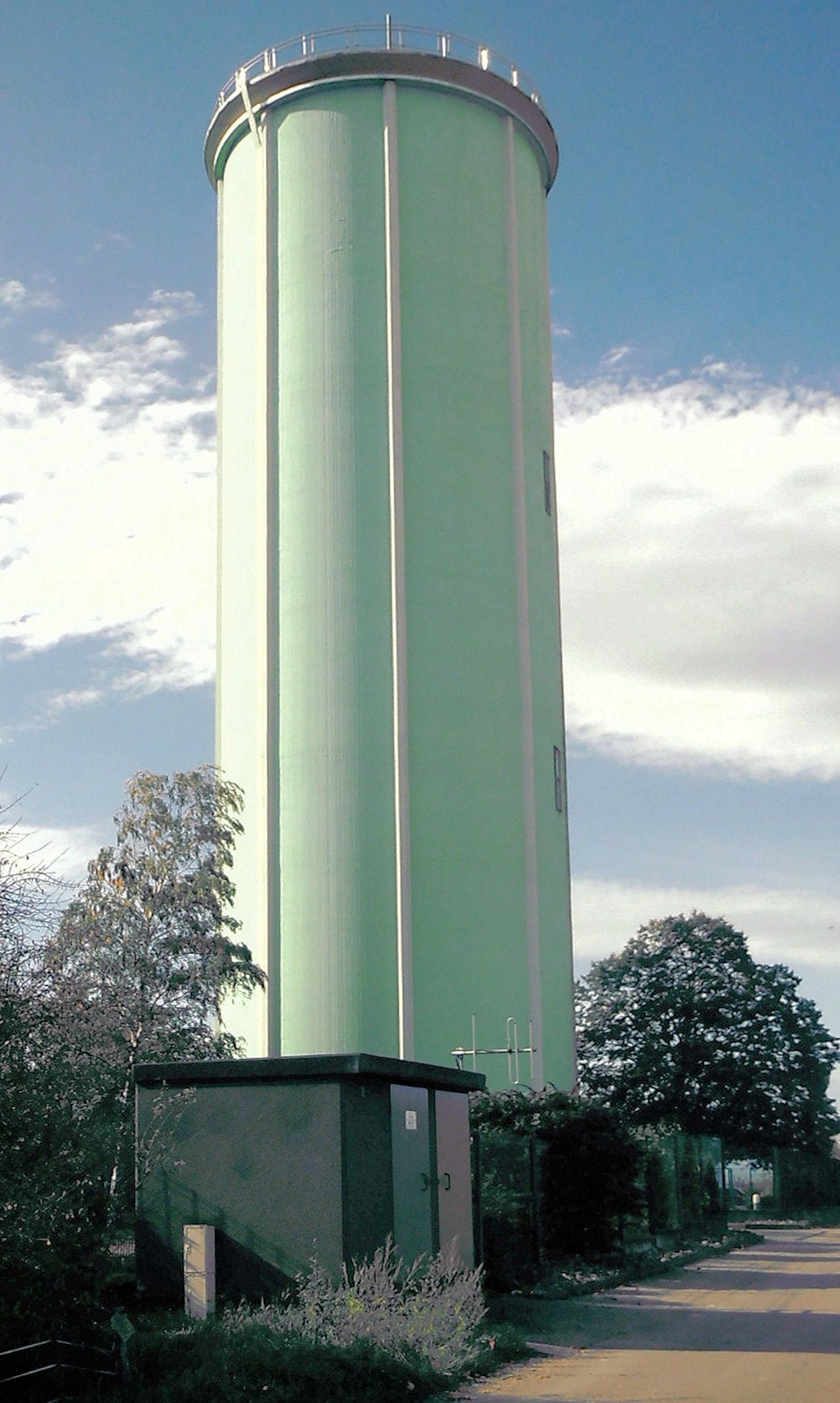
Wasserturm
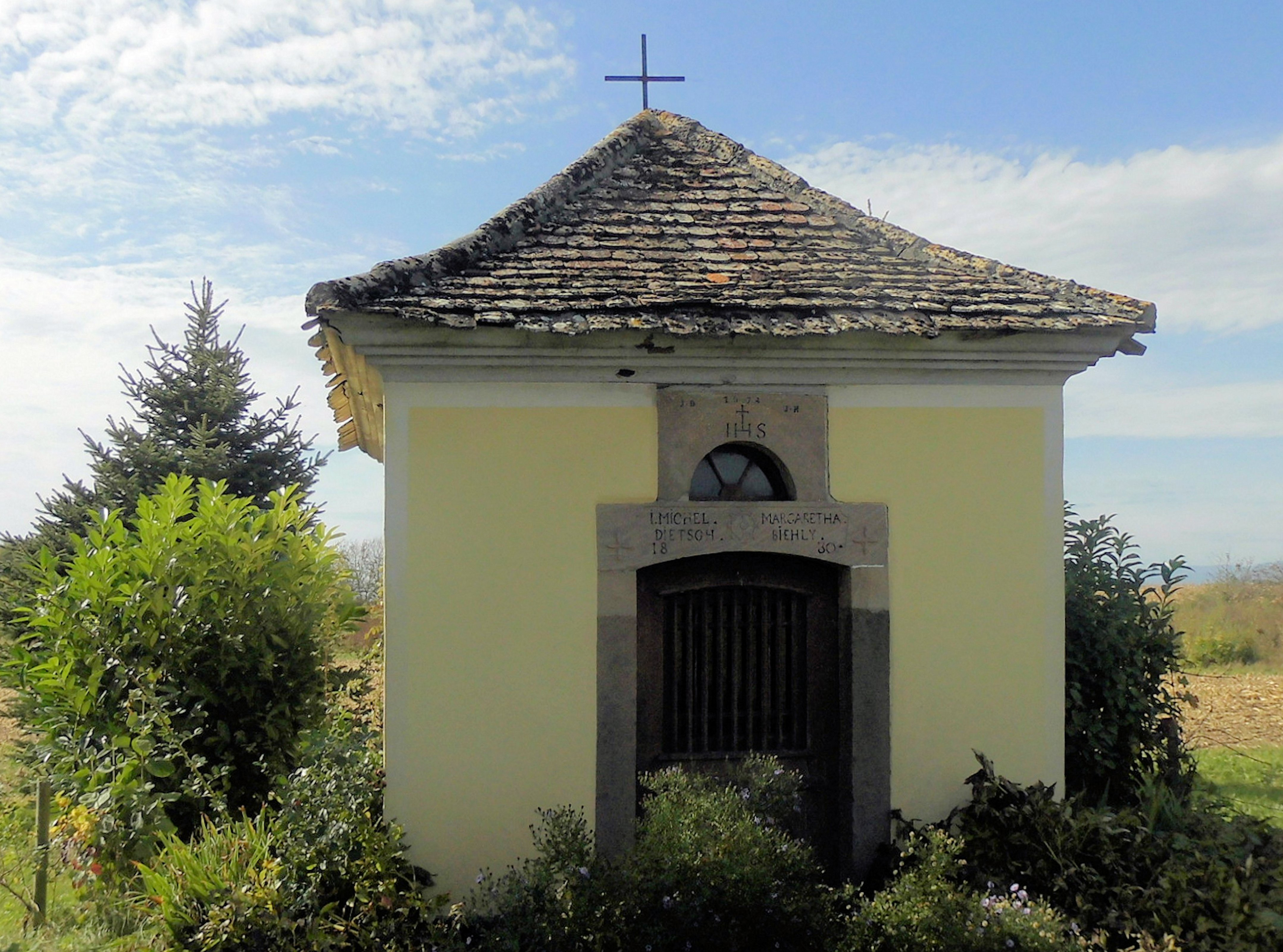
Kapelle
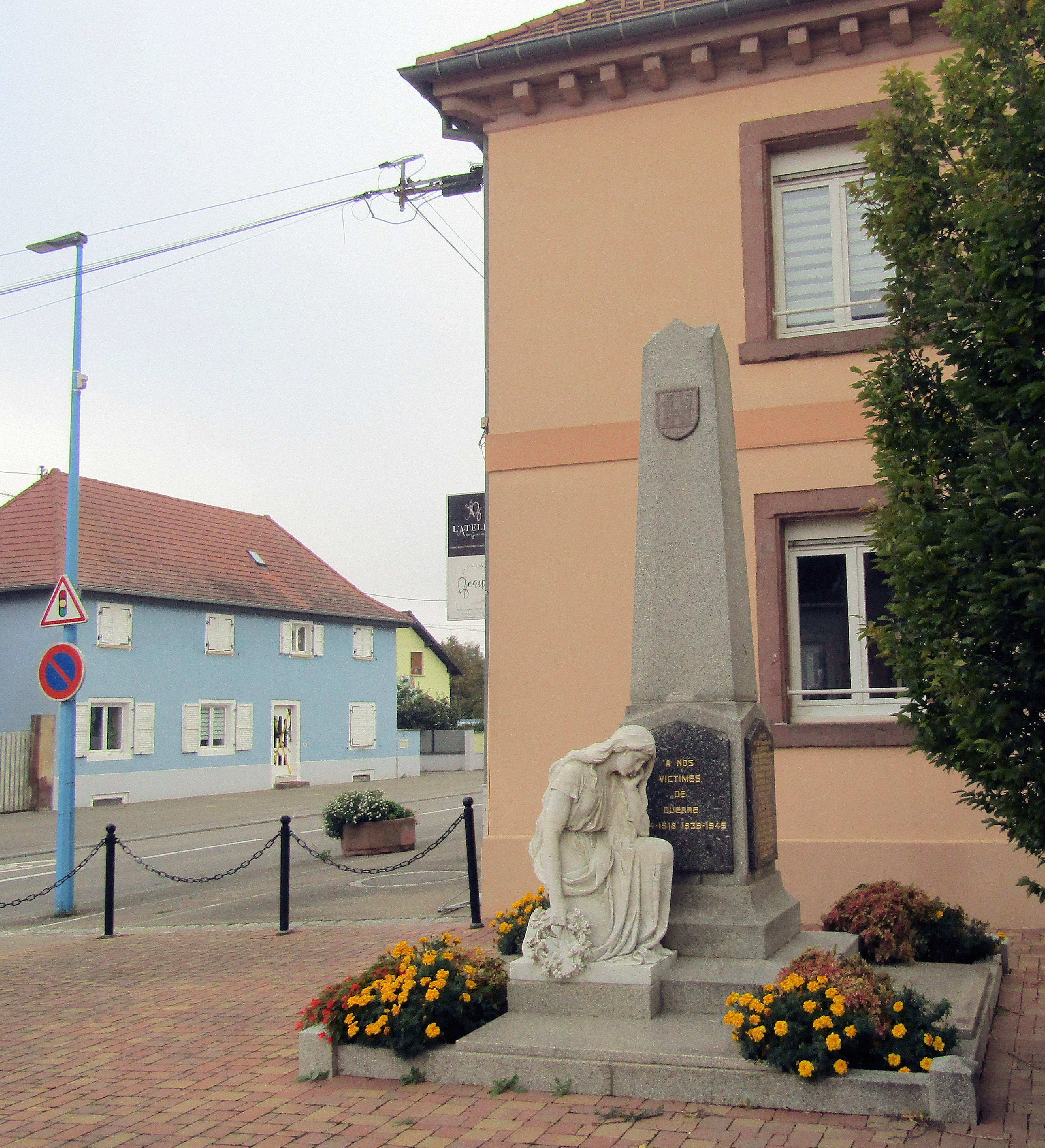
Gefallenendenkmal